# コロコロクリリン
コロコロクリリン（ラテン文字表記：Coro Coro Kuririn）は、日本のサンリオによるキャラクター。1997年にキャラクター開発。

## 歴史
- 1997年 - 当時のハムスターブームを背景にキャラクター開発[1][5]。1998年6月からグッズ販売を開始。当初は「コロ2クリリン」とも表記されていた[3]。
- 2018年 - 20周年に合わせ久々に商品展開が行われた[5]。

## キャラクター
クリリンの子供たち以外にも非常に多くの仲間がおり、その数はクリリンを含めハムスターの語呂に因み86匹（もしくは88匹）を数える。全てのキャラクターにデザインのほか、名前と性別が設定されている。以下主要なキャラクターを記述する。
クリリン
声 - 坂本千夏
ゴールデンハムスターの男の子。少々気が小さいが好奇心旺盛な性格。花の帽子がトレードマーク。クッキーやひまわりの種が好物。趣味は別荘づくりで、特技は家の中の落とし物を拾うこと。七つ子の子供たちがいる。
サクラ
声 - 鈴木真仁
人懐っこい性格。大好物はゆで卵。現在ダイエット中。
チビクリ
声 - 坂本千夏
七つ子のうちの長男である。
コマチ
ケンちゃんちにいる女の子。ダッシュをすることが好き。
クルミ
リナちゃんちにいるおてんばな女の子。
チェリー
声 - 鈴木真仁
食いしん坊な性格の女の子。名前の通りサクランボが好物。
シンゴ
ナミちゃんちにいる男の子。わんぱく。
ミルク
ミキちゃんちにいる女の子。
チャチャ
声 - 鈴木真仁
七つ子の末っ子で運動好きなやんちゃな男の子。
じゃん＆あん

## 書籍

### サンリオギフトブック
- コロコロクリリンのみんなでめいろ（2000年2月発売。ISBN 978-4387991274）
- コロコロクリリンのおりがみおかいものごっこ（水野政雄著、2000年5月発売。ISBN 978-4387000167）
- コロコロクリリンのおるすばんまちがいさがし（2000年7月発売。ISBN 978-4387000327）
- コロコロクリリンのなぞなぞみっけ!（2001年5月発売。ISBN 978-4387010203）
- コロコロクリリンかくれんぼまちがいさがし（2001年6月発売。ISBN 978-4387010210）
- コロコロクリリンのどうぶついっぱい!おりがみ（水野政雄著、2001年7月発売。ISBN 978-4387010401）
- コロコロクリリンのあいうえおえほん（2001年11月発売。ISBN 978-4387011125）

### サンリオチャイルドムック
- ペッタンコシールぬりえコロコロクリリンのおさんぽだいすき（2001年2月発売。ISBN 978-4387001614）
- コロコロクリリンのめいろ たのしいいちにち（山本省三著、2001年2月発売。ISBN 978-4387001638）
- コロコロクリリンのワクワクまちがいさがし―遊びながら創造性をのばす（山本省三著、2001年6月発売。ISBN 978-4387010609）

### 大林のぼる著作
- コロコロクリリンスキスキ大冒険!! クリリンファミリーといっしょ（2001年1月発売。ISBN 978-4387000679）
- コロコロクリリンドキドキ大冒険!! きえたボウシ（2001年8月発売。ISBN 978-4387010395）
- コロコロクリリンハラハラ大冒険!! あたらしいともだち（2002年2月発売。ISBN 978-4387011149）

### その他
- はじめてのシールあそびえほん コロコロクリリンのおもちゃであそぼう（2001年5月発売。ISBN 978-4387010241）
- コロコロクリリンのめいろ（2001年7月発売。ISBN 978-4-387-01058-6）
- サンリオポップアップあかちゃんえほん コロコロクリリンいないいないばあ!（2001年9月発売。ISBN 978-4387010890）

## サンリオキャラクター大賞の順位
『いちご新聞』の読者投票企画「サンリオキャラクター大賞」では第14回（1999年）〜第16回（2001年）の6位が歴代最高である。
2013年サンリオキャラクター大賞33位。2013年サンリオキャラクター大賞の特別企画である「これやります宣言」で、「20位以内ならコロコロするのをやめます」と宣言していた。
2020年は、コロナ関連によるサンリオショップの臨時休業が相次ぎ、思うようにサンリオショップ店頭からの投票（チップde投票）が出来なかったため、サンリオキャラクター大賞終了後の6月12日から30日にかけて、スピンアウト企画の 「チップde投票リターンズ」がサンリオショップ各店舗で開催され、サンリオショップのひとつのハーモニーランドにおいての結果は「コロコロクリリン」は15位であった（この回の票は、公式にはサンリオキャラクター大賞本戦の結果には反映されない）。
また、いちご新聞オリジナル企画で2016年より「サブキャラコンテスト」が開催されている。第2回（2017年）の「サブキャラコンテスト」では「コマチ」が18位にランキングされ、第3回（2018年）の「サブキャラコンテスト」では「チェリー」が21位にランキングされた。第4回（2019年）は第1回（2016年）〜第3回（2018年）までの上位20キャラクター同士の決戦コンテストで、「コマチ」が47位にランキングされた。仕切り直しとなる第5回（2020年）の「サブキャラコンテスト」では「チビクリ」が29位にランキングされた。
- 2024年サンリオキャラクター大賞19位
- 2023年サンリオキャラクター大賞20位
- 2022年サンリオキャラクター大賞20位
- 2021年サンリオキャラクター大賞20位
- 2020年サンリオキャラクター大賞22位（いちご新聞ランキング18位[15]）。
- 2019年サンリオキャラクター大賞27位（いちご新聞ランキング16位[16]）。
- 2018年サンリオキャラクター大賞23位（いちご新聞ランキング25位[17]）。
- 2017年サンリオキャラクター大賞24位（いちご新聞ランキング26位[18]）。
- 2016年サンリオキャラクター大賞29位（いちご新聞ランキング26位[19]） ／ なでる投票22位[20]。
- 2015年サンリオキャラクター大賞26位[21]（いちご新聞ランキング34位[22]）。
- 2014年サンリオキャラクター大賞20位圏外[23]（Cグループ8位[注釈 1]、いちご新聞ランキング36位[25]）。
- 2013年サンリオキャラクター大賞33位。
- 2012年サンリオキャラクター大賞29位[26]。
- 2011年サンリオキャラクター大賞26位[27]。
- 2010年サンリオキャラクター大賞17位[28]。
- 2003年〜2009年サンリオキャラクター大賞10位圏外。
- 2002年サンリオキャラクター大賞7位。
- 1999年〜2001年サンリオキャラクター大賞6位[2]。

## 豆知識
- クリリンとサクラはモデルになったハムスター（ゴールデンハムスター）がいる[29][5]。
- 開発から20年近く経過しているキャラクターであるが、『いちご新聞』で未だに表紙を大きく飾ったことはない[30]。なお、綴じ込みポスターでは1999年3月号（373号）で初登場している[3]。
- エクサムが発売するキッズ向けトレーディングカードアーケードゲームであるハローキティとまほうのエプロン 〜サンリオキャラクター大集合!〜の第4弾『〜みんな集まれ!お料理パーティー!〜』に登場するキャラクターのひとつとしてコロコロクリリンが起用された[31]。